# The Price Is Right
The Price Is Right est une émission de télévision basée sur la connaissance des prix en vigueur sur le marché.
La version originale de l'émission fut produite en 1956 et son animateur était Bill Cullen.
La version moderne américaine est diffusée sur CBS depuis le 4 septembre 1972 
avec comme animateur Drew Carey depuis le 15 octobre 2007 (succédant à Bob Barker). L'émission est connue pour sa célèbre phrase : « Come on down ! ».

## Versions américaines
The Price Is Right sur NBC (1956-1963)
The Price Is Right sur ABC (1963-1965)
The Price Is Right sur CBS (1972 – présent) présentée par Bob Barker (1972–2007), puis Drew Carey (2007–présent). Le jeu a connu plusieurs versions :
- The Price Is Right (1972 – présent) : la version quotidienne
- The Price Is Right Special (1986) : émissions en prime time durant l'été
- The Price Is Right Salutes (2002) : émissions spéciales en prime time
- The Price Is Right $1,000,000 Spectacular (2003–2008) : émissions spéciales en prime time

Versions syndiquées :
- The Price Is Right (1972–1980) : émissions hebdomadaires présentées par Dennis James (1972–1977), puis Bob Barker (1977–1980)
- The Price Is Right (1985–1986) : émissions quotidiennes présentées par Tom Kennedy
- The New Price Is Right (1994–1995) : version quotidienne en soirée présentée par Doug Davidson

## Autres pays
L'émission a été adaptée dans plusieurs pays à travers le monde.

### Océanie
La première version étrangère a été produite en Australie pour ATN-7 en 1957. Elle s'est arrêtée en 2005.

### Europe
En France, le jeu a connu plusieurs versions :
- Le jeu est adapté en France sous le nom du Juste Prix sur TF1 depuis le 13 décembre 1987
- Sur France 2 sous le nom du Juste Euro du 31 décembre 2001 au 19 janvier 2002.

La version britannique de The price is right a été diffusée de 1984 à 2007, la version allemande de 1989 à 1997 ainsi que à nouveau en 2017 et la version italienne de 1983 à 2001.
En 2010, une version wallonne est réalisée par RTL-TVI et présentée par Michaël Dufour. Parallèlement, une émission flamande est produite pour la chaîne VTM avec le même décor.
La version portugaise O Preço Certo em Euros (Le Juste Prix en Euros) en 2002, puis O Preço Certo depuis 2006, diffusée sur RTP avec Jorge Gabriel, qui sera remplacé en 2003 par l'humoriste Fernando Mendes, qui deviendra incontournable, l'émission devient la plus regardée quotidiennement au Portugal. L'émission a également un break time consacré à une prestation musicale d'un artiste invité et chaque candidat ramène des spécialités du lieu d'où il est originaire. La version portugaise est l'une des plus réputées au monde.
En 2023, le chanteur portugais Pedro Mafama réalise même une chanson intitulée "Preço Certo" en hommage à l'ambiance de l'émission d'autant plus que le clip a été tourné sur le plateau de l'émission. Preço Certo est la chanson la plus écoutée au Portugal en 2023 et restera pendant plusieurs semaines no 1 au Portugal, et atteint le Top 20 en Suisse et le Top 100 en France.

### Amérique
- Au Canada, l'émission a été adaptée sous le titre Misez juste sur TQS en 1994-1995 avec Alain Léveillé comme animateur. Elle est adaptée une deuxième fois en 2011 au Canada avec le titre Price Is Right: À vous de jouer sur V. La deuxième adaptation du jeu est présentée par Philippe Bond. Une première version de Misez juste avait existé à CFCM-TV (Télé 4) à Québec au milieu des années 1960.
- Au Brésil, le jeu a été diffusé jusqu'en 2010. La version mexicaine Atinale Al Precio a été relancée en 2010 sur Televisa.

### Asie
Il existe aussi une version turque sur Kanal D, libanaise sur LBC, japonaise sur TBS depuis 1979, etc.

### Afrique
Le Maroc est le premier pays africain à adapter le jeu en 2002.